# Paul Vallas
Paul Gust Vallas (Chicago, Illinois, 10 de junio de 1953) es un superintendente de educación y político estadounidense. Vallas fue director ejecutivo de las Escuelas Públicas de Chicago desde el 10 de julio de 1995 hasta el 26 de junio de 2001. Vallas es un candidato para Alcalde de Chicago en las elecciones de 2023, avanzando a la segunda ronda de votaciones. Anteriormente se postuló para alcalde en 2019, perdiendo después de terminar en noveno lugar.
Vallas se postuló para Gobernador de Illinois en 2002, perdiendo la nominación Demócrata ante Rod Blagojevich. En 2014, fue el candidato Demócrata sin éxito para el cargo de vicegobernador de Illinois.

## Biografía
Nacido el 10 de junio de 1953 en Chicago, Illinois. Vallas creció en Roseland, Chicago. Durante su juventud, Vallas vivió en Palos Heights, Illinois. Se graduó de la Universidad de Western Illinois. Vallas fue director de presupuesto de Chicago a principios de la década de 1990 cuando Richard M. Daley era alcalde.